# Gwangyang
Gwangyang (coreeană: 광양시) este un oraș din Coreea de Sud.

## Personalități născute aici
- Kim Ok-bin (n. 1986), actriță.